# Lavinia Heller
Lavinia Heller (* in Rom) ist eine deutsche Übersetzungswissenschaftlerin.

## Leben
Sie erwarb 2006 das Diplom zur Übersetzerin (It-D, Chin-D) am Fachbereich Translations-, Sprach- und Kulturwissenschaft der Johannes Gutenberg-Universität Mainz. Von 2006 bis 2008 war sie wissenschaftliche Mitarbeiterin am FTSK (Mainz), Arbeitsbereich Interkulturelle Kommunikation. Von 2008 bis 2016 war sie wissenschaftliche Mitarbeiterin am FTSK (Mainz), Abteilung für Französische und Italienische Sprache und Kultur. 2012 war sie Lehrbeauftragte für Interkulturelle Kommunikation am Institut für Deutsch als Zweit- und Fremdsprache an der Universität Duisburg-Essen. Nach der Promotion 2012 im Fach Allgemeine Translationswissenschaft, am FTSK, Mainz war sie von 2016 bis 2019 Universitätsprofessorin für Translationswissenschaft am Institut für Theoretische und Angewandte Translationswissenschaft (ITAT) in Graz. Seit 2019 lehrt sie als Universitätsprofessorin für Translationswissenschaft am Fachbereich für Translations-, Sprach- und Kulturwissenschaft (FTSK) in Mainz.
Ihre Forschungsinteressen sind allgemeine Translationstheorie, Übersetzungsgeschichte, Translationssoziologie, Übersetzung im wissenschaftlichen und philosophischen Kontext und interkulturelle Kommunikation in modernen Gesellschaften.

## Schriften (Auswahl)
- Translationswissenschaftliche Begriffsbildung und das Problem der performativen Unauffälligkeit von Translation. Berlin 2013, ISBN 3-86596-470-2.
- (Hg.): Kultur und Übersetzung. Studien zu einem begrifflichen Verhältnis. Bielefeld 2017, ISBN 3-8376-2963-5.
- mit Tomasz Rozmysłowicz (Hg.): Translation und interkulturelle Kommunikation. Beiträge zur Theorie, Empirie und Praxis kultureller Austauschprozesse. Tagungsband der 7. EST-Konferenz. Berlin 2019, ISBN 3-7329-0351-6.

## Belege
1. ↑  https://news.uni-graz.at/de/detail/article/spielerisch-zwischen-den-sprachen-springen/

| Personendaten    | Personendaten                          |
| ---------------- | -------------------------------------- |
| NAME             | Heller, Lavinia                        |
| KURZBESCHREIBUNG | deutsche Übersetzungswissenschaftlerin |
| GEBURTSDATUM     | 20. Jahrhundert                        |
| GEBURTSORT       | Rom                                    |